# Ratpenat de cara peluda
El ratpenat de cara peluda (Myotis annectans) és una espècie de ratpenat de la família dels vespertiliònids. Viu a Cambodja, la Xina l'Índia, Laos i Tailàndia. Els seus hàbitats naturals són els boscos i les valls de montà (sud d'Àsia), així com els boscos perennes humits (sud-est). Es desconeix si hi ha cap amenaça significativa per a la supervivència d'aquesta espècie.